# Ricardo Jorge Oliveira Ribeiro Duarte
Ricardo Jorge Oliveira Ribeiro Duarte, meglio noto come Santamaria (Pontinha, 11 febbraio 1982), è un ex calciatore portoghese, di ruolo difensore.

## Carriera

### Club
Ha giocato nella massima serie dei campionati portoghese e cipriota.